# Cantone di Lavardac
Il Cantone di Lavardac è una divisione amministrativa dell'arrondissement di Nérac.
A seguito della riforma approvata con decreto del 26 febbraio 2014, che ha avuto attuazione dopo le elezioni dipartimentali del 2015, è passato da 11 a 20 comuni.

## Composizione
Gli 11 comuni facenti parte prima della riforma del 2014 erano:
- Barbaste
- Bruch
- Feugarolles
- Lavardac
- Mongaillard
- Montesquieu
- Pompiey
- Saint-Laurent
- Thouars-sur-Garonne
- Vianne
- Xaintrailles

Dal 2015 i comuni appartenenti al cantone sono i seguenti 20:
- Ambrus
- Barbaste
- Bruch
- Buzet-sur-Baïse
- Damazan
- Feugarolles
- Lavardac
- Mongaillard
- Monheurt
- Montesquieu
- Pompiey
- Puch-d'Agenais
- Razimet
- Saint-Laurent
- Saint-Léger
- Saint-Léon
- Saint-Pierre-de-Buzet
- Thouars-sur-Garonne
- Vianne
- Xaintrailles